# Nowe Święciany
Nowe Święciany (lit. Švenčionėliai) – miasto na Litwie, na Wileńszczyźnie (według innego podziału Auksztota), nad Żejmianą, w okręgu wileńskim, w rejonie święciańskim, 10 km na zachód od Święcian i 87 km na północny wschód od Wilna, do 1945 w Polsce, w województwie wileńskim, w powiecie święciańskim; siedziba gminy (starostwa). Około 20% populacji miasta stanowią Polacy.
W mieście działa koło Święciańskiego Oddziału Rejonowego Związku Polaków na Litwie i niedzielna szkoła języka polskiego. W grudniu 2010, na działce nabytej przez ZPL rozpoczęto budowę Domu Polskiego z funduszy Senatu Rzeczypospolitej Polskiej. Uroczystego otwarcia placówki dokonano w lutym 2015

## Historia
Miasto rozwinęło się pod koniec XIX wieku z osady przy stacji kolejowej Święciany Kolei Warszawsko-Petersburskiej, prawa miejskie uzyskało w 1920 roku.
10 lipca 1920 r. wojska polskie stoczyły pod miastem przegraną bitwę z wojskami sowieckimi.
W 1928 roku kierownik szkoły powszechnej Leon Ordyniec został odznaczony Srebrnym Krzyżem Zasługi za „zasługi w przysposobieniu wojskowym i wychowaniu fizycznym”.
Do 1939 roku Nowe Święciany były garnizonem batalionu KOP „Nowe Święciany”.
7–8 października 1941 roku, w okresie okupacji niemieckiej, na poligonie wojskowym pod Nowymi Święcianami członkowie litewskiej formacji kolaboracyjnej Ypatingasis būrys zamordowali ponad 3,7 tys. Żydów ze Święcian i okolic.
20 maja 1942 litewskie formacje kolaboracyjne dokonały w Nowych Święcianach mordu 26 Polaków. Współcześnie w miejscu zbrodni znajduje się pomnik upamiętniający ofiary, jednakże nie informujący o wykonawcach zbrodni.
Po II wojnie światowej i utracie miasta przez Polskę, do 1 listopada 1946 z rejonu nowoświęciańskiego w obecne granice Polski wysiedlono ok. 2,8 tys. Polaków, natomiast ok. 1,7 tys. zarejestrowanych do przesiedlenia Polaków pozostało w rejonie.

## Urodzeni w Nowych Święcianach
- Antoni Dilys – polski ksiądz katolicki, więzień łagrów sowieckich,
- Kazimierz Antonowicz – polski fizyk specjalizujący się w fizyce doświadczalnej, profesor.

## Galeria

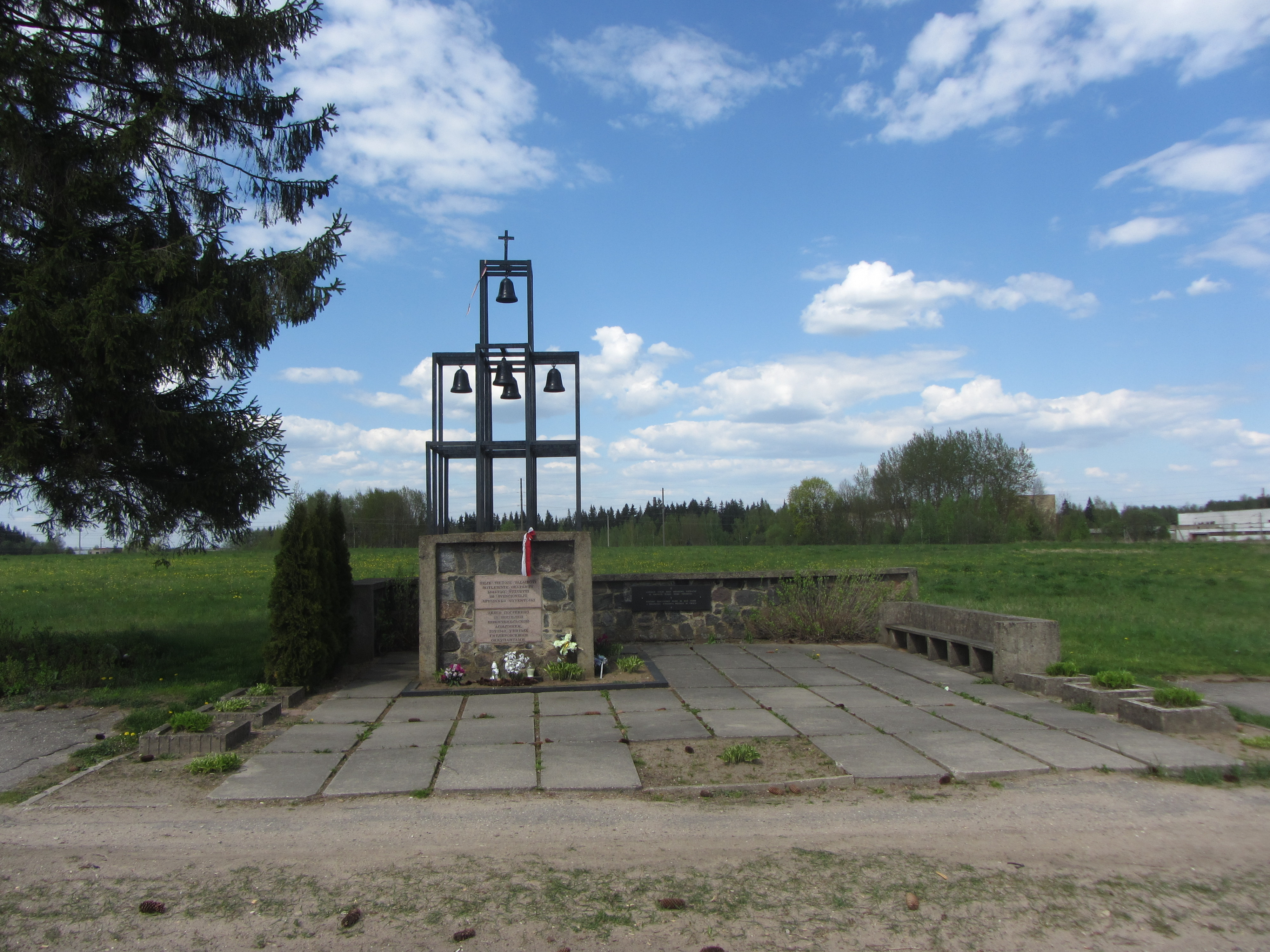
Pomnik upamiętniający Polaków pomordowanych w 1942
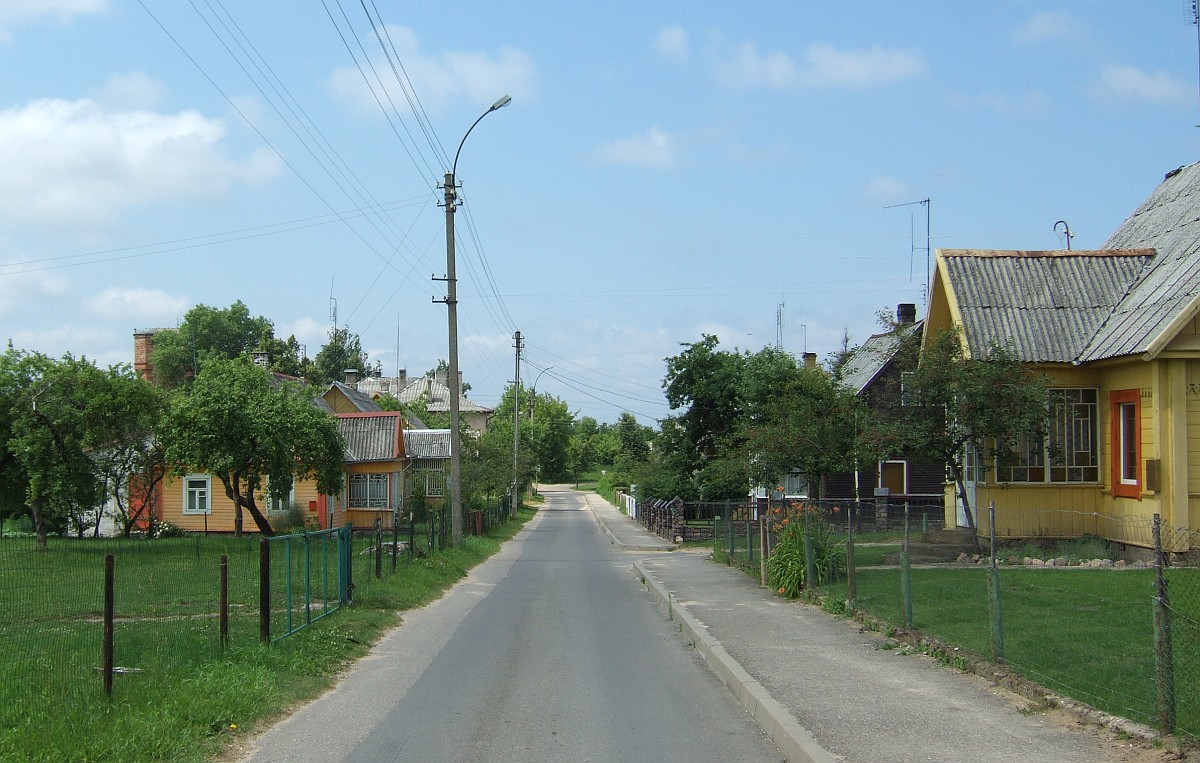
Ulica w Nowych Święcianach
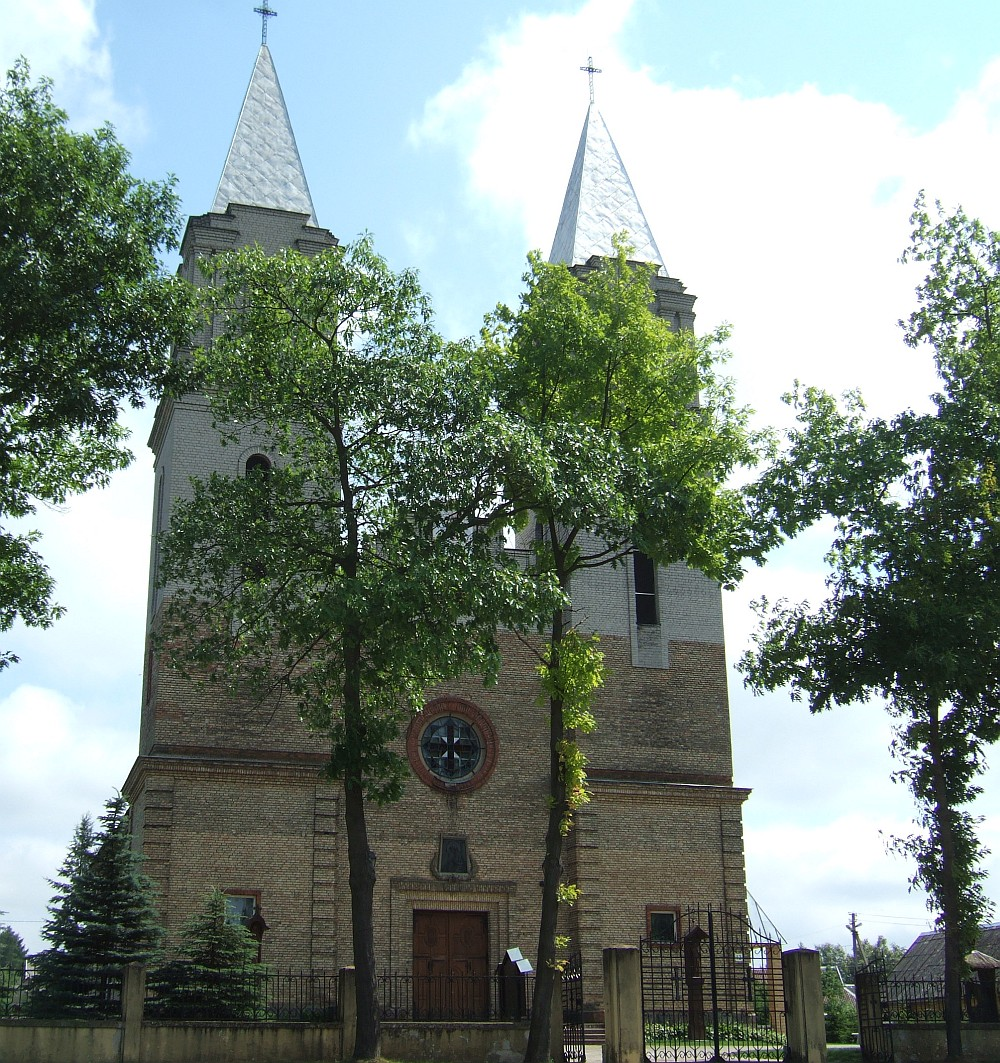
Kościół św. Edwarda
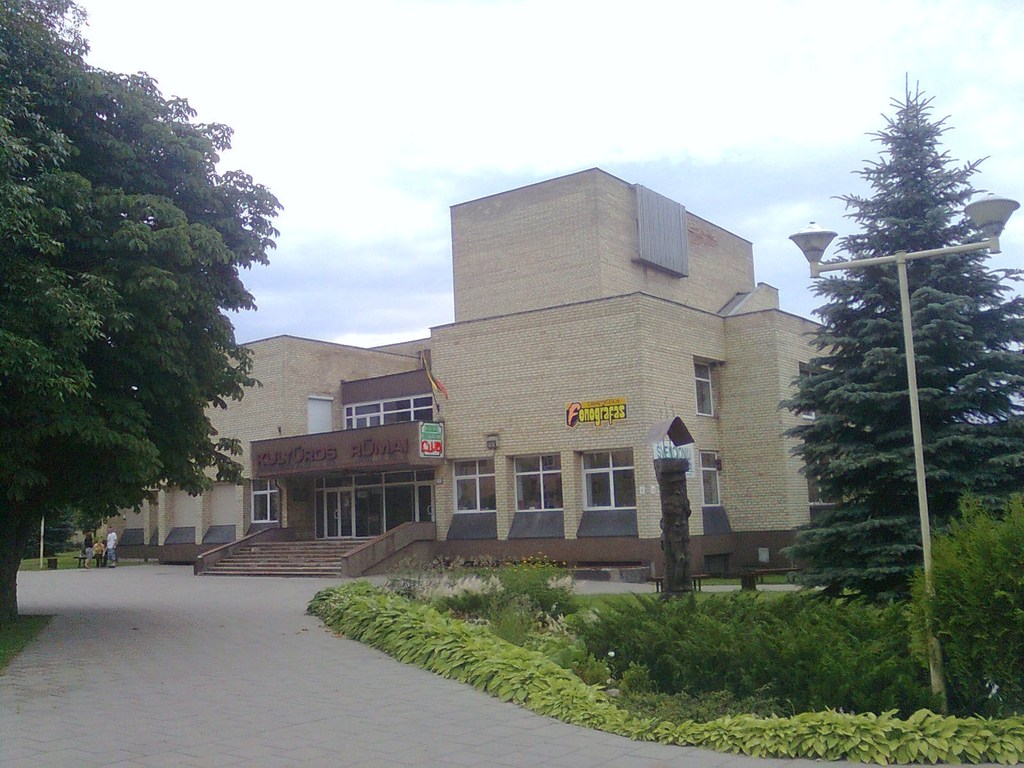
Dom kultury